# HMAS Adelaide (1918)
Lo HMAS Adelaide fu un incrociatore leggero della Royal Australian Navy, varato nel 1918 come parte della classe Town.
Entrato in servizio nel 1922, l'incrociatore operò nelle acque australiane durante il periodo interbellico, portando a termine tra l'aprile 1924 e il gennaio 1925 una lunga crociera attraverso l'oceano Pacifico e l'oceano Atlantico fino in Gran Bretagna, rientrando poi in patria via mar Mediterraneo e oceano Indiano. Dopo lo scoppio della seconda guerra mondiale nel settembre 1939 la nave, ormai obsoleta, svolse compiti di pattugliamento e scorta ai convogli nel Pacifico meridionale e nell'oceano Indiano; l'unità fu infine radiata dal servizio il 13 maggio 1946 e avviata alla demolizione.

## Storia

### Periodo interbellico

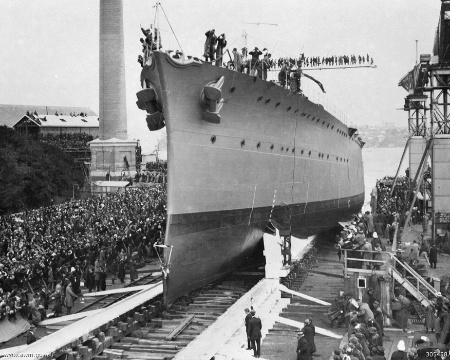
Il varo della nave nel 1918

La nave fu impostata il 20 novembre 1915 nei cantieri Cockatoo Island Dockyard a Sydney, per poi essere varata il 27 luglio 1918 con il nome di Adelaide in onore dell'omonima città australiana; madrina del varo fu Lady Helen Munro Ferguson, moglie del Governatore generale dell'Australia Sir Ronald Munro Ferguson. La costruzione della nave non venne portata a termine se non il 31 luglio 1922, a causa della carenza di materie prime causata dalla prima guerra mondiale, dei ritardi nella fornitura di macchinari che non potevano essere assemblati in Australia e delle modifiche al progetto originario introdotte a seguito delle esperienze belliche delle altre unità della classe; la nave si vide quindi attribuire il soprannome di HMAS Longdelayed ("Ritardata a lungo" in lingua inglese). La nave entrò quindi in servizio con la Marina australiana il 5 agosto 1922.
Dopo un breve periodo di prove in mare e lavori di messa a punto al largo della Baia di Jervis, fino al febbraio 1924 l'Adelaide fu impegnato in compiti di routine ed esercitazioni in forza all'Australia Station. Il 18 aprile 1924, dopo un breve periodo di lavori di manutenzione, la nave si unì allo Special Service Squadron della Royal Navy britannica per un viaggio di visite al di fuori delle acque australiane; durante questa crociera, l'incrociatore visitò la Nuova Zelanda, le Figi, le Hawaii, la costa occidentale del Canada e degli Stati Uniti d'America, il canale di Panama (fu la prima unità della Royal Australian Navy ad attraversarlo) e i Caraibi, arrivando quindi a Portsmouth nel Regno Unito il 28 settembre 1924. L'Adelaide ripartì quindi per rientrare in patria il 10 gennaio 1925, viaggiando via mar Mediterraneo e oceano Indiano per arrivare a Sydney il 7 aprile seguente

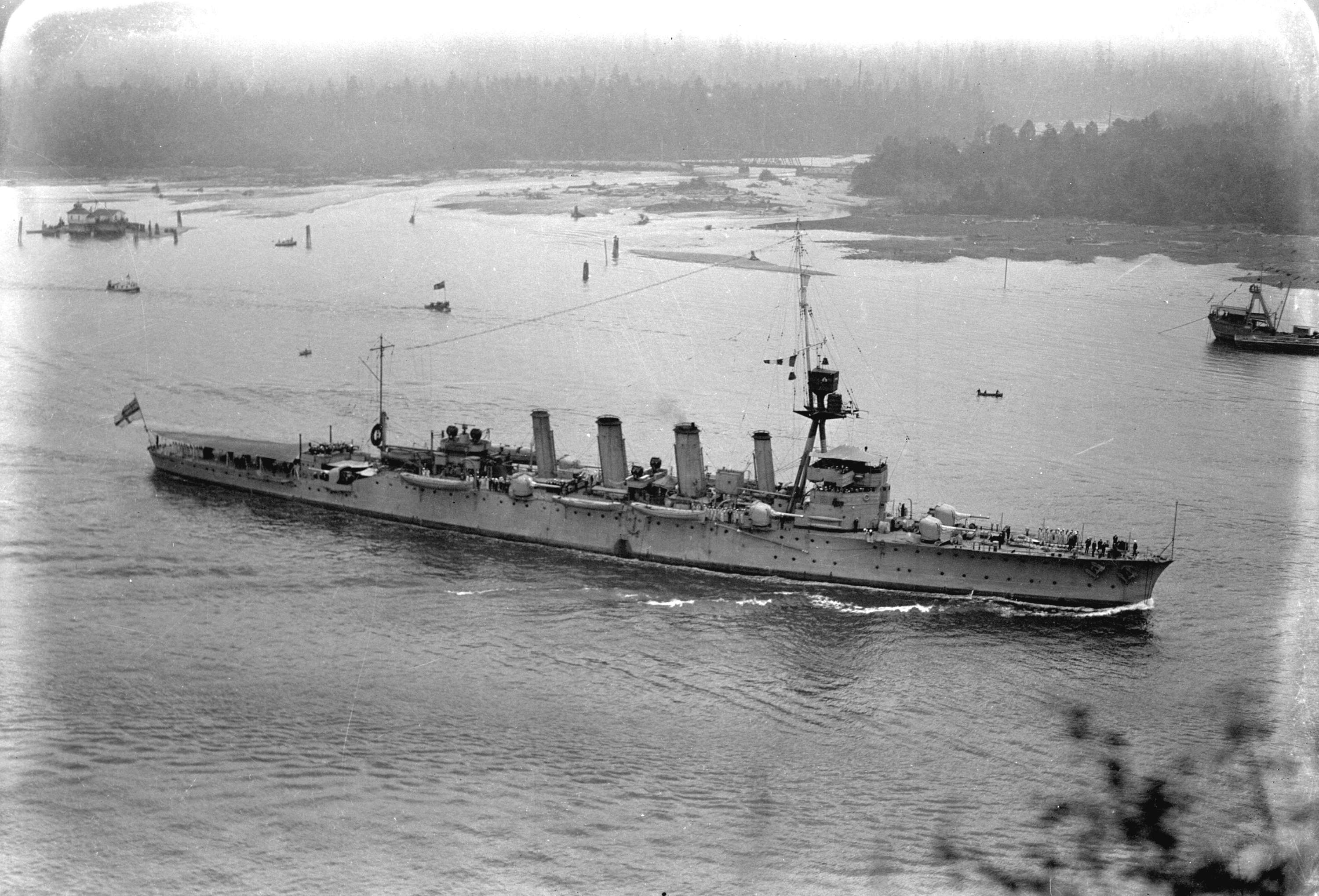
La nave nel 1924, mentre fa il suo ingresso nel Burrard Inlet in Canada

Nell'ottobre 1927 l'Adelaide fu inviato nelle isole Salomone, in risposta all'uccisione di funzionari governativi britannici e agenti di polizia locali da parte di ribelli indigeni della tribù Kwaio sull'isola di Malaita. Dopo il suo arrivo a Tulagi il 14 ottobre, dall'incrociatore fu sbarcato un contingente armato forte di un ufficiale e sedici marinai per rinforzare le locali forze di polizia; l'incrociatore procedette quindi per Malaita per fornire protezione allo sbarco di una forza britannica il 17 ottobre, rimanendo quindi nelle acque dell'isola in appoggio alle truppe sbarcate. La ricerca degli assassini si tramutò in una vera e propria spedizione punitiva di rappresaglia contro gli indigeni Kwaio, con almeno 60 vittime tra i locali in quello che divenne noto come massacro di Malaita. La nave tornò quindi in Australia il 23 novembre, spendendo i mesi seguenti in esercitazioni e visite nei porti della regione.
L'incrociatore fu ritirato dal servizio attivo e posto in riserva il 27 giugno 1928, ma tra il 1938 e il 1939 fu sottoposto a estesi lavori di modernizzazione, i quali inclusero la conversione del sistema propulsivo da uno ad alimentazione mista olio-carbone ad uno ad alimentazione esclusivamente ad olio (cosa che comportò lo sbarco di due caldaie e l'eliminazione di uno dei fumaioli), e una serie di estese modifiche all'armamento: uno dei pezzi da 152 mm, il cannone antiaereo originario da 76 mm e i due tubi lanciasiluri furono tutti eliminati, venendo rimpiazzati da tre cannoni antiaerei da 102 mm; i sistemi di controllo del tiro furono inoltre ammodernati. L'Adelaide tornò quindi in servizio attivo il 13 marzo 1939, svolgendo intense esercitazioni congiunte con il New Zealand Squadron; la nave fu rimessa nuovamente fuori servizio il 17 maggio, e il suo equipaggio trasferito nel Regno Unito per prendere in consegna il nuovo incrociatore HMAS Perth appena consegnato agli australiani dai cantieri britannici. Con l'addensarsi del pericolo di guerra in Europa, l'Adelaide fu tuttavia riportato a una condizione operativa e ritornò ufficialmente in servizio il 1º settembre 1939.

### La seconda guerra mondiale

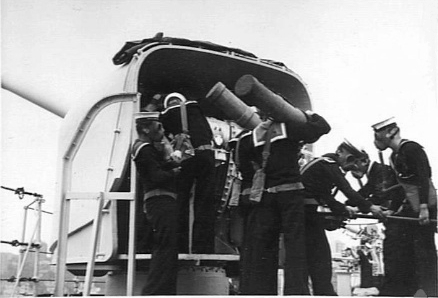
L'equipaggio dell'incrociatore all'opera su uno dei pezzi da 152 mm durante un'esercitazione

Dopo la dichiarazione di guerra dell'Australia alla Germania nazista il 3 settembre 1939, la nave fu impiegata in compiti di scorta ai convogli nelle acque di casa. Nel settembre 1940 l'Adelaide imbarcò il governatore coloniale francese Henri Sautot per trasportarlo dalle Nuove Ebridi a Nouméa nella Nuova Caledonia; Sautot era stato nominato nuovo governatore della Nuova Caledonia da Charles de Gaulle, dopo un tentativo da parte del governo di Vichy di stabilire il proprio controllo sulle colonie francesi dell'Oceania. Il 3 settembre, mentre era in rotta per Nouméa, l'incrociatore entrò in collisione con il mercantile SS Coptic, riportando alcuni danni minori; sbarcato Sautot il 25 settembre, l'Adelaide pattugliò la costa della Nuova Caledonia e tenne d'occhio i movimenti dell'avviso Dumont d'Urville, fedele al governo di Vichy. L'incrociatore australiano rimase nella zona finché la situazione non si fu stabilizzata a favore delle forze della Francia libera, e ritornò quindi a Sydney l'8 ottobre 1940; la nave riprese quindi i precedenti compiti di scorta ai convogli e pattugliamento nelle acque dell'Australia e della Nuova Guinea.
Tra il maggio e il luglio 1942 l'Adelaide fu messo in cantiere a Garden Island per lavori di manutenzione, comprendenti anche un incremento del suo armamento antiaereo: in particolare, furono aggiunte sei mitragliere da 20 mm Oerlikon. L'incrociatore fu uno delle molte unità presenti in porto a Sydney al momento dell'attacco dei sommergibili giapponesi il 31 maggio 1942, ma non riportò alcun danno. Completati i lavori, l'Adelaide fu spostato nella base di Fremantle per svolgere compiti di scorta ai convogli nell'oceano Indiano.
Il 28 novembre 1942, mentre era impegnato in una scorta a un convoglio in coppia con l'incrociatore olandese Hr. Ms. Jacob van Heemskerck e le corvette australiane HMAS Cessnock e HMAS Toowoomba nell'oceano Indiano meridionale, l'Adelaide avvistò una nave: inizialmente scambiata per un mercantile norvegese, l'unità fu poi identificata come il violatore di blocco tedesco Ramses, che fu subito evacuato dall'equipaggio dopo l'attivazione di una carica di autoaffondamento. L'Adelaide cannoneggiò il Ramses finché non colò a picco, quindi prese a bordo l'equipaggio tedesco.
L'incrociatore continuò a operare da Fremantle fino all'ottobre 1944, salvo che per un periodo di lavori di manutenzione al Williamstown Naval Dockyard dal giugno al settembre 1943, durante il quale l'armamento fu ancora una volta alterato: furono sbarcati uno dei pezzi da 152 mm e due dei cannoni da 102 mm, mentre in compenso furono aggiunti quattro lanciatori per bombe di profondità. L'8 ottobre 1944 l'incrociatore salpò per Sydney, dove il 26 febbraio 1945 fu posto in riserva; l'unità fu tuttavia rimessa in servizio il 19 maggio 1945, per servire da nave caserma presso la base navale di HMAS Penguin.
L'Adelaide fu ritirato dal servizio per l'ultima volta il 13 maggio 1946. Nel corso del 1947 l'incrociatore fu privato dell'equipaggiamento di bordo, e il 24 gennaio 1949 lo scafo spoglio fu venduto per la demolizione alla ditta Australian Iron and Steel; i lavori di smantellamento iniziarono quindi in aprile presso Port Kembla.